# Anthony Phillips
Anthony Phillips (ur. 23 grudnia 1951) – brytyjski gitarzysta i pianista rockowy grający artystycznego rocka. Grał z progresywną grupą Genesis, którą opuścił po nagraniu dwóch albumów, by poświęcić się karierze solowej wydając szereg studyjnych albumów i komponując muzykę filmową. Najciekawsza w jego katalogu jest seria albumów prezentujących wczesne nagrania studyjne Genesis i własne etiudy gitarowe i inne utwory.

## Dyskografia
- 1977 The Geese & the Ghost
- 1978 Wise After the Event
- 1979 Sides
- 1981 1984
- 1984 Invisible Men
- 1985 Harvest of the Heart
- 1987 Slow Waves
- 1991 Ivory Moon
- 1991 Finger Painting
- 1997 Dragonfly Dreams
- 1998 Gypsy Suite
- 1998 Live Radio Sessions
- 1998 Living Room Concert [live]
- 2000 Soiree
- 2001 The Sky Road
- 2001 Tarka

oraz:
- 1978 Private Parts & Pieces
- 1980 Private Parts & Pieces 2: Back to the Pavilion
- 1987 Private Parts & Pieces 4: A Catch at the Tables
- 1987 Private Parts & Pieces 5: Twelve
- 1993 Private Parts & Pieces 8: New England
- 1997 Private Parts & Pieces 6: Ivory Moon
- 1997 Private Parts & Pieces 7: Slow Waves, Soft Stars